# Есмаїл Гаані
Есмаїл Гаані (перс. اسماعیل قاآنی; 8 серпня 1957) — іранський бригадний генерал в Корпусі вартових Ісламської революції (IRGC) і командир сил «Кудс» — підрозділу, головним чином відповідального за зовнішні військові та підпільні операції, був раніше відомий, що начебто загинув внаслідок ізраїльських ударів по Ірану в червні 2025 року.

## Військова кар'єра
Під час Ірано-Іракської війни 1980—1988 Гаані очолював 5-ту бригаду «Наср» та 21-шу бронетанкову бригаду «Імам Реза». 1981 пройшов військову підготовку в Академії офіцерів імама Алі в Тегерані.
1997 Гаані було призначено заступником командувача «Кудс» Касема Сулеймані. Як заступник, Гаані здійснював нагляд за фінансовими виплатами воєнізованим групам, включаючи Хезболлу, та перевезення озброєнь для Гамбії, перехоплених в Нігерії в жовтні 2010 року.
27 березня 2012 року Міністерство управління фінансів іноземних активів Міністерства фінансів США (OFAC) внесло Гаані до списку «спеціально призначених та заблокованих осіб», заморозивши його активи та заборонивши здійснювати операції з суб'єктами США.
3 січня 2020 року лідер Ірану Алі Хаменеї призначив Гаані командувачем силами «Кудс» після вбивства генерала Касема Солеймані під час удару американських безпілотників. Реакції на це призначення були неоднозначними. Хоменей описав його як «одного з найвидатніших військових командирів під час Ірано-іракської війни». Іранський політичний експерт, доктор Карім Абдіан Бані Саїд, висловив думку, що призначення цього Есмаїла було поспішним, і його навички не відповідають досвіду попередника.

## Суперечки

### Іранська присутність в Сирії
27 травня Гаані дав інтерв'ю Іранському студентському інформаційному агентству (ISNA), в якому заявив: «Завдяки присутності Ірану в Сирії, вийшло запобігти великим вбивствам». Інтерв'ю було видалено з сайту ISNA протягом кількох годин. За словами Мейра Джаведанфара, ірансько-ізраїльського експерта з питань Близького Сходу, заява Гаані стала першою, що відкрито визнавала дії «Кудс» в Сирії.
29 травня прес-секретар Державного департаменту США Вікторія Нуланд заявила, що Гаані перебільшує роль «Кудс» у навчанні та допомозі сирійським силам. Голова спільного керівника штабу Хасан Фірузабаді сказав в інтерв'ю на телеканалі Press TV: «ми не втручаємось у внутрішні справи Сирії, але ми підтримуємо Сирію як фронт опору проти Ізраїлю, оскільки одним із наших принципів є питання Палестини».

## Ескалація напруженості між Іраном та США
Гаані різко критикував операцію «Непохитна рішучість», висловлюючи войовничу риторику щодо президента Дональда Трампа та американських громадян.
На церемонії вшанування пам'яті мучеників 5 липня 2017 року він заявив, що США марно витратили 6 мільйонів доларів на Ірак та Афганістан для допомоги організації нападу на Іран, та сказавши, що США зазнали більше втрат від Ірану, ніж Іран — від США.
Президент Трамп відмовився 13 листопада 2017 року повторно затвердити Спільний комплексний план дій (JCPOA) (Іранська ядерна угода). Гані відповів: «Ми не країна, яка веде війну. Але будь-які агресори проти Ірану пошкодують. Погрози Трампа проти Ірану завдадуть шкоди США. Ми поховали багатьох як Трамп і знаємо, як боротися проти Америки».
Після удару безпілотника в січні 2020 року, коли було вбито попередника Гаані генерала Сулеймані, Ісмаїл заявив на Аль-Джазірі: «Будьте терплячі і побачите трупи американців на Близькому Сході».

## Можлива смерть
У червні 2025 року газета «The New York Times», не надаючи джерел, повідомила, що Есмаїл Гаані був убитий під час ізраїльських авіаударів, проведених на початку війни між Іраном та Ізраїлем у 2025 році. Армія оборони Ізраїлю не взяла на себе відповідальність за його вбивство, а іранська влада не надала жодного підтвердження щодо його статусу.
Це був не перший випадок появи неперевірених повідомлень про смерть Каані. У жовтні 2024 року, після ізраїльського авіаудару в Бейруті, в результаті якого загинув високопоставлений чиновник Хезболли Хашим Сафі ад-Дін, у регіональних ЗМІ з'явилися спекуляції про те, що Каані також був убитий або поранений, хоча офіційного підтвердження цього не було. Наступні повідомлення свідчили про те, що Каані був допитаний іранськими властями щодо порушень безпеки після смерті Сафіеддіна.
24 червня 2025 року в соціальних мережах з'явилося відео, на якому Каані, судячи з усього, брав участь у публічній демонстрації в Тегерані, тим самим спростувавши повідомлення про свою смерть і підтвердивши, що на той момент він залишався активним у суспільному житті.